# Х-69
Х-69 — російська високоточна малопомітна крилата ракета класу «повітря-поверхня». Х-69 є модифікацією ракети Х-59. Призначена для ураження наземних стаціонарних цілей та надводних об'єктів, і які не мають радіолокаційного, інфрачервоного та оптичного контрасту з навколишнім фоном.

## Історія
Ракету Х-69 розробило МКБ «Радуга». Наразі (лютий 2024 р.) відсутні дані про проходження випробувань, постановки на озброєння та кількість вироблених ракет.
Ракету Х-69 вперше публічно показали на міжнародному воєнному форумі «Армія-2022» який проходив у серпні 2022 року. А 11 листопада 2023 року росіяни представили свою нову ракету Х-69 на міжнародній виставці Dubai Airshow 2023 що проходила в Дубаї.
Ймовірно за основу в створенні Х-69 було взято Х-59МК2 (оновлена) або просто перейменована, бо характеристики досить подібні як і зовнішній вигляд (станом на лютий 2024 року).

## Опис
Зовні ракета Х-69 як і Х-59МК2 (оновлена) за формою має квадратний у перерізі корпус, пристосований для розміщення у внутрішньому відсіку озброєння літака. Ракети розміщуються в середині фюзеляжу на вузлах підвіски УВКУ-50У/Л при внутрішньофюзеляжному розміщені. Ракета Х-69 має дещо спрощений ніс (за формою) порівнянні з Х-59МК2 (оновлена), але в усьому іншому це візуально однакові ракети.

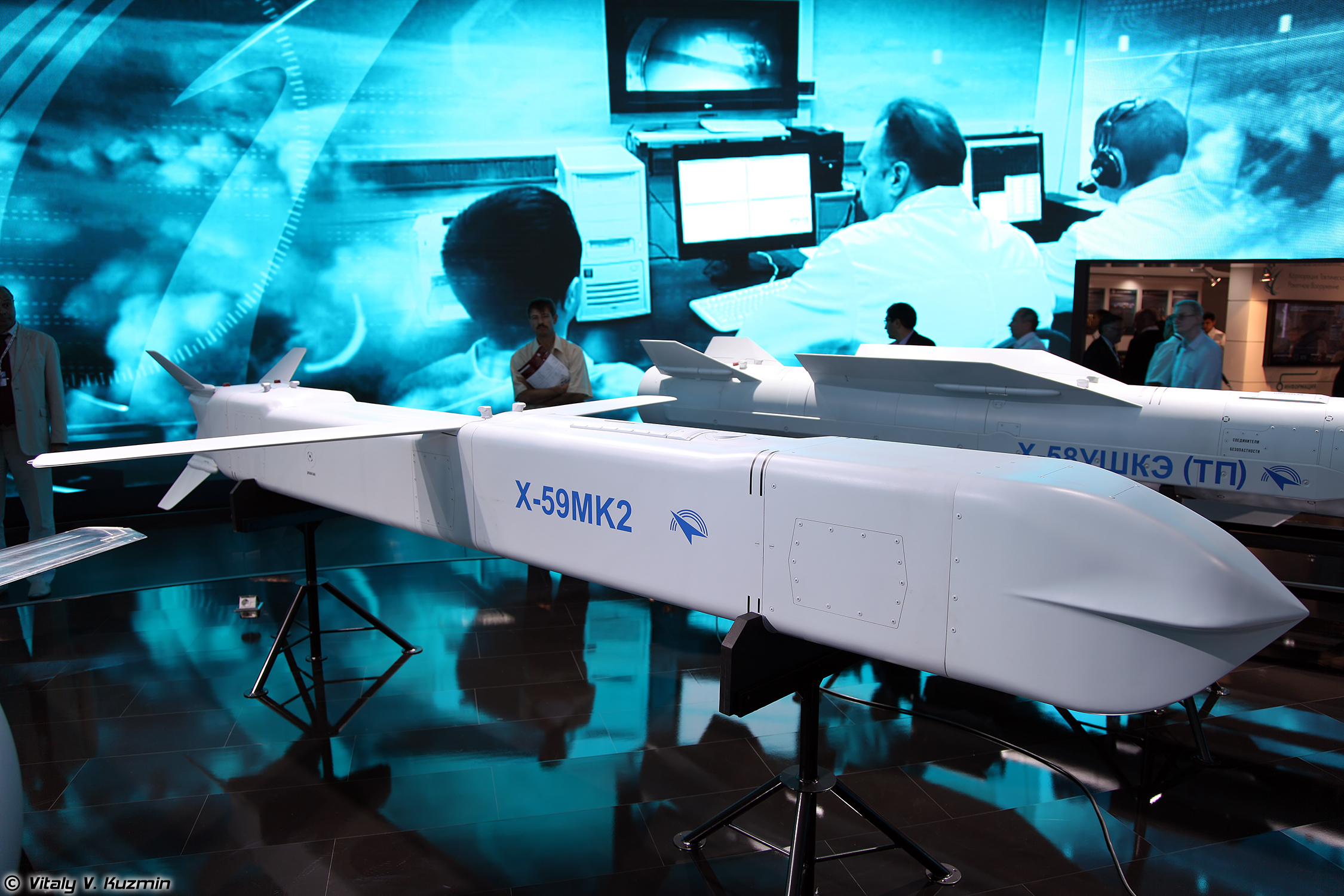
Крилата ракета «Х-59МК2 (оновлена)»

Ракета має комбіновану систему навігації та управління — автономну інерційну систему з коригуванням курсу за даними супутника навігації ГЛОНАСС і GPS NAVSTAR та оптико-електронну систему (DSMAC) самонаведення за записаною до пам'яті ракети еталонною картою місцевості. Модулі ГЛОНАСС-корегування ракети мають антени «Комета-М» з вузькою діаграмою направленості, екранованою в нижній напівсфері. Така конструкція має забезпечити стійкість до перешкод з боку наземних засобів РЕБ L-діапазона противника.

## Характеристики[6][2][3][5]
В таблиці наведено характеристики ракети Х-69 та Х-59МК2 (оновлена) яка ймовірно була базовою версією.
|                                 |                                 | Х-59МК2 («оновлена»)                                                                        | Х-69                                                           |
| ------------------------------- | ------------------------------- | ------------------------------------------------------------------------------------------- | -------------------------------------------------------------- |
| Довжина, м                      | Довжина, м                      | 4,2                                                                                         |                                                                |
| Розмах крила, м                 | Розмах крила, м                 | 2,45                                                                                        |                                                                |
| Діаметр, м                      | Діаметр, м                      | 0,4×0,4 (у похідному положенні)                                                             |                                                                |
| Стартова маса, кг               | Стартова маса, кг               | 770                                                                                         | 710                                                            |
| Бойова частина                  | Бойова частина                  | проникна фугасно-кумулятивна, касетна або ядерна (варіант для Ту-160 розробки «РФЯЦ-ВНДІЕФ» |                                                                |
| Маса БЧ, кг                     | Проникної                       | 310                                                                                         | 310                                                            |
| Маса БЧ, кг                     | Касетної                        | 310                                                                                         | 310                                                            |
| Двигун                          | Двигун                          | ТРДД-50Б (Виріб 37-04)                                                                      | ТРДД-50Б                                                       |
| Система управління та наведення | Система управління та наведення | БІНС + супутникова + електронно-оптична                                                     | супутникова ГЛОНАСС + електронно-оптична                       |
| КІВ, м                          | КІВ, м                          | 3-5                                                                                         | 3-5                                                            |
| Швидкість ракети                | Швидкість ракети                | 750—1000 км/год                                                                             | 700—1000 км/год                                                |
| Найбільша дальність пуску, км   | Найбільша дальність пуску, км   | 290                                                                                         | 290-400                                                        |
| Найменша дальність пуску, км    | Найменша дальність пуску, км    | -                                                                                           | -                                                              |
| Висота польоту, м               | Висота польоту, м               | 50-300                                                                                      | 25-70                                                          |
| Висота пуску, м                 | Висота пуску, м                 | 200-11000                                                                                   |                                                                |
| Сектор пуску                    | Сектор пуску                    | ±45°                                                                                        |                                                                |
| Швидкість носія, км/год / М     | Швидкість носія, км/год / М     | 600—1100 / 0,5-0,9                                                                          |                                                                |
| Носії:                          | Носії:                          | Су-30, Су-34, Су-35, Су-57                                                                  | Су-34, Су-35С, МиГ-35С, МиГ-29К, Су-30МК, Су-57, Су-75 та інші |

## Бойове застосування

### Російсько-українська війна

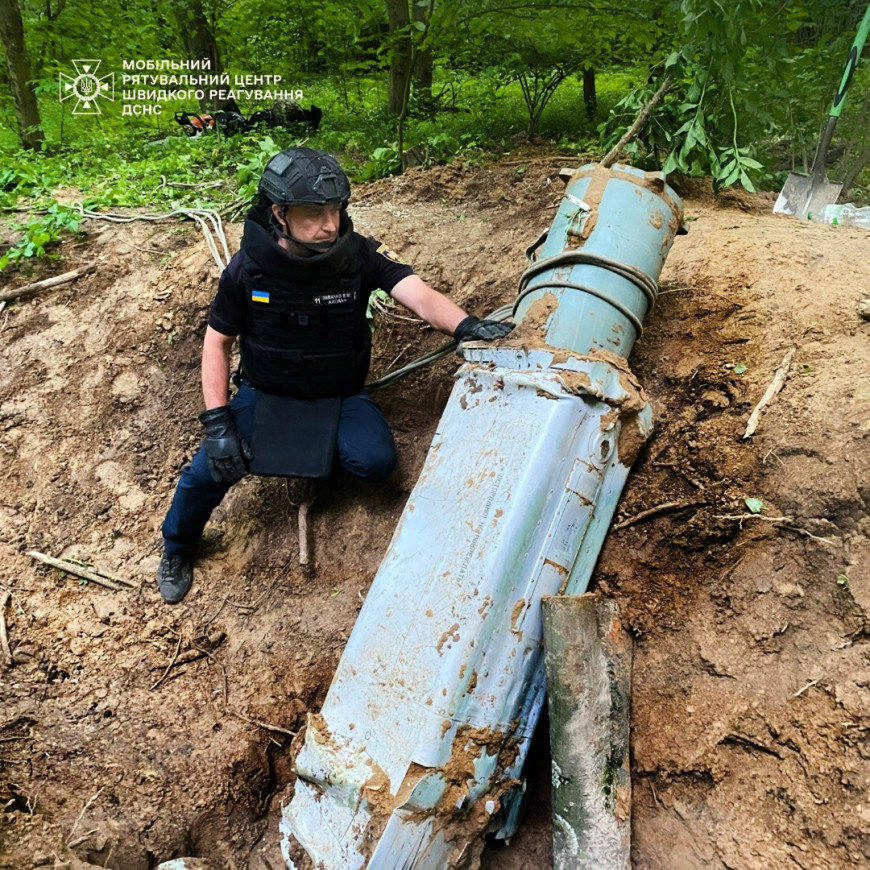
Бойова частина ракети Х-69, знайдена в лісі в Києві

Під час російського вторгнення в Україну росіяни застосували саме цю ракету під час масованого ракетного обстрілу України 7 лютого 2024 року. Видання The War Zone повідомило, що росіяни використали саме ці ракети.
18 лютого 2024 року Су-57 у супроводі двох літаків Су-35 завдав ракетного удару по українських цілях. Джерела припускають, що літак використовував передову малопомітну крилату ракету Х-69, спеціально розроблену для платформи Су-57. Ракета не влучила в ціль та впала у відкриту місцевість. Також зазначається, що росіяни використали новітні Су-57 під час ракетного удару по Україні, щоб зняти військово-пропагандистський фільм на тлі виборів президента РФ.
11 квітня 2024 року, під час масованого ракетного обстрілу України, було використано Х-69 для обстрілу Трипільської ТЕС, яка була повністю виведена з ладу в результаті обстрілу. Атака «знищила трансформатор, турбіни та генератори» електростанції. Інститут вивчення війни охарактеризував напад як частину «постійних зусиль з удосконалення пакетів ударів і проникнення через деградовану ППО України».
19 жовтня 2024 року під час чергового обстрілу України було збито ракету Х-69 яка мала касетну бойову частину з металевими кульками . 

## Оператори
- Росія — країна-виробник